# Siège de Berat
Guerres byzantino-latines
Batailles
- Constantinople (1203)
- Constantinople (1204)
- Bataille de l'Oliveraie de Kountouras
- Constantinople (1235)
- Pélagonia
- Constantinople (1260)
- Constantinople (1261)
- Prinitza
- Settepozzi
- Makryplági
- Néopatras
- Démétrias
- Campagnes de Licario
- Pharsale
- Berat
- Rhodes
- îles Échinades

Le siège de Berat en Albanie se déroule en 1280-1281. La ville de Berat défendue par une garnison byzantine est assiégée par les forces angevines du royaume de Sicile. Berat est une forteresse stratégique importante dont la possession permettrait aux Angevins d'accéder au cœur du territoire byzantin. Des renforts byzantins arrivent à l'été 1281 et parviennent à tendre une embuscade aux Angevins et à capturer Hugues de Sully, leur commandant. Cela provoque une panique dans les rangs angevins et l'armée bat en retraite tout en souffrant de nombreux morts et blessés du fait d'une attaque byzantine. Cette défaite met fin à l'invasion terrestre de l'Empire byzantin par l'Occident puisque l'année suivante, les Vêpres siciliennes entraînent la chute de Charles d'Anjou.

## Prélude
Depuis la reconquête de Constantinople par Michel VIII Paléologue en 1261, l'Empire byzantin restauré doit faire face à la menace d'une croisade latine cherchant à reprendre la cité impériale. Le royaume de Sicile d'abord dirigé par Manfred puis par Charles d'Anjou en 1261 est le fer de lance de cette volonté latine de restaurer l'Empire latin de Constantinople. Il peut compter sur le soutien du despotat d'Épire, un État grec indépendant et sur les États latins du sud de la Grèce. Durant son règne, Michel VIII se consacre surtout à parer à la menace angevine.
En 1258, les troupes du roi de Sicile, Charles d'Anjou prennent possession de l'île de Corfou et des côtes albanaises de Dyrrachium à Valona et  à Buthrote. À l'intérieur des terres, les Siciliens occupent un territoire allant jusqu'à Berat, permettant à Manfred de disposer d'une tête de pont stratégiquement vitale dans les Balkans pour ensuite contrôler la Via Egnatia, la principale route terrestre reliant l'Adriatique à Constantinople. Déjà aux XIe et XIIe siècles, la même région était la cible des forces normandes du sud de l'Italie dans leurs attaques contre l'empire,. Après avoir détrôné Manfred et signé le traité de Viterbe en 1267, Charles assure sa légitimité de successeur de Manfred. En 1272, les notables latins occupant les forteresses de Valona, Kanina et Berat pour le compte de Manfred se rendent à Charles et bientôt, ce dernier prend possession de la ville Dyrrachium. Après s'être assuré du soutien de nombreux seigneurs albanais, Charles proclame la création du royaume d'Albanie la même année,.
Michel VIII contre la menace émergente en envoyant une mission diplomatique auprès de la papauté lors du deuxième concile de Lyon de 1274 et accepte l'Union des deux Églises, plaçant l'Empire byzantin sous la protection du pape. Prenant avantage de l'imbroglio causé par le conflit entre les Guelfes et Gibelins en Italie, Michel lance une offensive contre les possessions albanaises de Charles au printemps 1274. Berat et Buthote sont prises et les troupes de Charles sont repoussées de l'arrière pays vers les ports de Valona et Dyrrachium. Bien que ces dernières subissent plusieurs assauts en 1274-1275, elles restent aux mains des Angevins,,.
Toutefois, en 1279, Charles contrôle non seulement les États latins de Grèce (à partir de 1278, il devient prince d'Achaïe) mais il reçoit aussi le serment de vassalité de Nicéphore Ier, le despote d'Épire,. En août 1279, pour préparer la reprise de son offensive contre Michel le long de la Via Egnatia, Charles nomme le bourguignon Hugues de Sully comme vicaire-général en Albanie. L'année suivante, Sully est abondamment pourvu en vivres, d'équipements de siège et de renforts en troupes,.

## Le siège

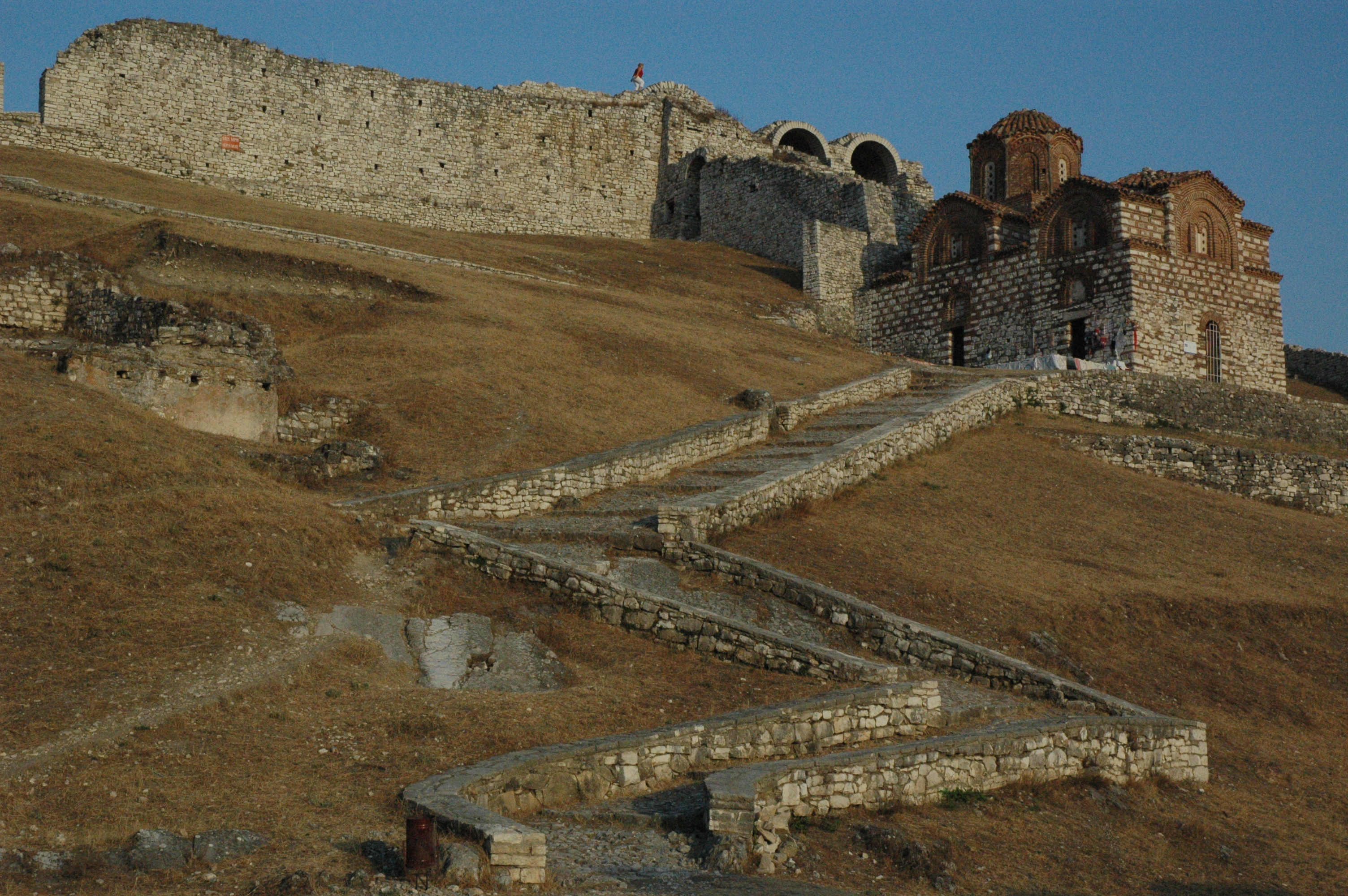
L'entrée de la forteresse de Berat et l'église byzantine de la Sainte-Trinité du XIII.

En août et en septembre 1280, Sully passe à l'offensive avec 2 000 chevaliers et 6 000 soldats d'infanterie. Il attaque d'abord la forteresse de Kanina et avance ensuite vers le centre de l'Albanie pour assiéger Berat. La situation est critique pour les Byzantins. Selon Deno J. Geanakoplos, Berat est « la clé de voûte de la Via Egnatia et de toute la Macédoine ». Si elle est prise, l'empire serait ouvert à une invasion qui pourrait le mener à sa chute du fait de l'intervention probable du despotat d'Épire et des États latins de Grèce,,. Répondant aux demandes de renforts de la part du gouverneur de Berat, Michel VIII ordonne au peuple de prier pour le salut de l'empire et assemble une armée conduite par ses meilleurs généraux.  Parmi ces derniers figurent le commandant en chef de l'armée, le grand domestique Michel Tarchaniotès assisté du Grand Stratopédarque Jean Synadénos, du despote Michel Comnène Doukas (le beau-fils de l'empereur) et de l'eunuque officiel de la cour, Andronic Enopolites comme commandants adjoints,.

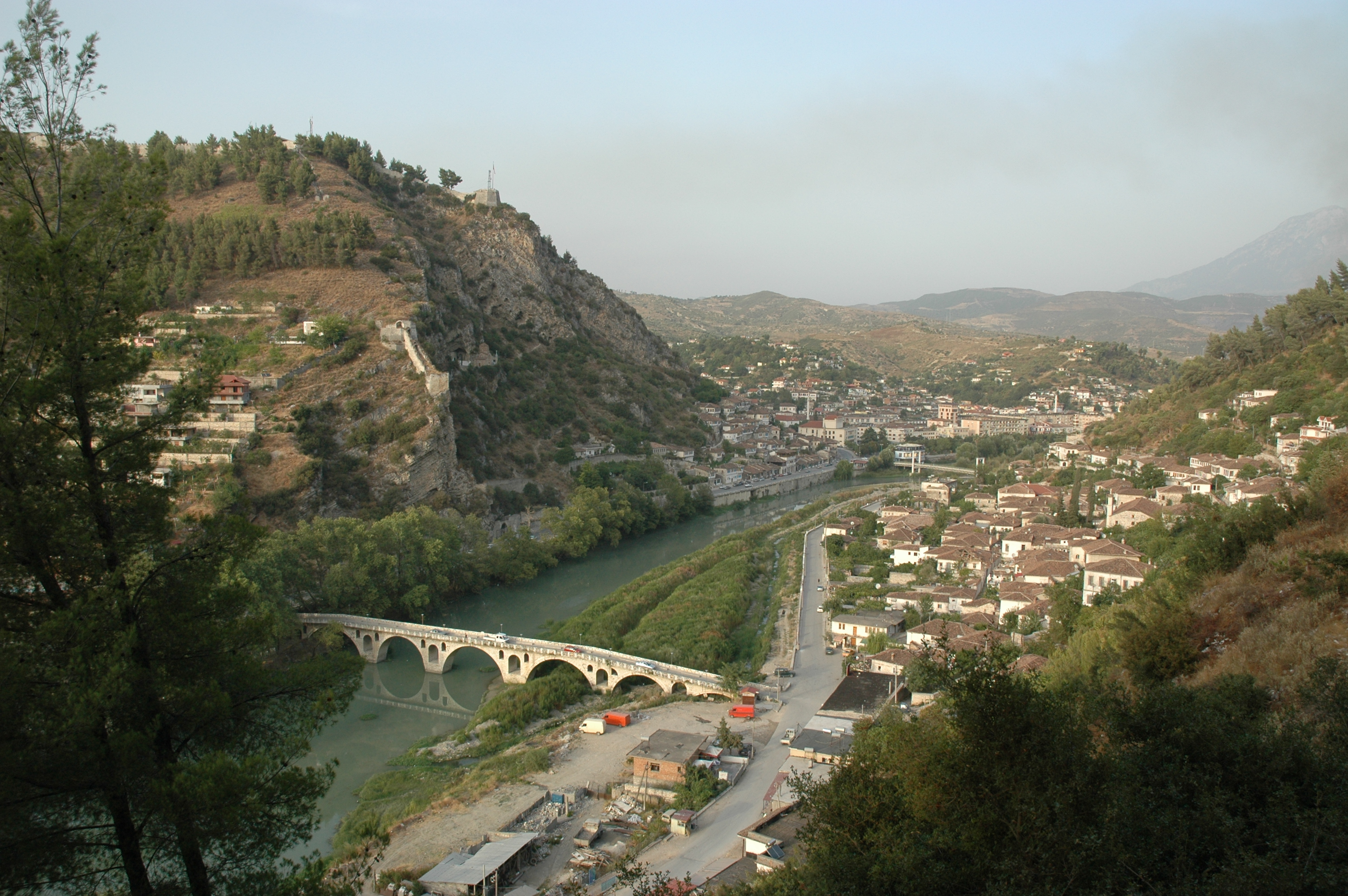
La rivière Osum traversant la ville de Berat avec la colline de la citadelle à gauche.

Dans le même temps, le siège de Berat se prolonge durant l'hiver 1280-1281. Au début du mois de décembre, les Angevins s'emparent de plusieurs forts situés aux environs de la cité et pénètrent dans les faubourgs de celle-ci. Toutefois, Charles reste inquiet car il désire s'emparer de la ville avant l'arrivée des renforts byzantins. Il ordonne à ses gouverneurs en Albanie de mobiliser toutes leurs forces dans la prise de la ville et envoie plusieurs séries de lettres à Sully lui demandant de prendre la ville d'assaut si nécessaire,. La force de renfort byzantine avance prudemment et arrive dans la région au printemps 1281. Le grand domestique Tarchaniotès évite une confrontation directe et compte sur les embuscades et les raids. Il réussit aussi à réapprovisionner la forteresse avec des provisions. Ces dernières sont chargées sur des radeaux qui arrivent à la citadelle en naviguant sur la rivière Osum,.
Les assiégeants s'aperçoivent rapidement du stratagème byzantin et à la différence des troupes byzantines, les commandants angevins souhaitent une confrontation directe. Sully décide alors de reconnaître la région personnellement avec 25 hommes pour sa garde personnelle. Alors qu'il approche du camp byzantin, il tombe dans une embuscade tendue par des mercenaires turcs au service des Byzantins. Ils attaquent la petite troupe, tuent le cheval de Sully, mettent en déroute sa garde et le capturent,,. Seuls quelques hommes parviennent à s'enfuir et à rejoindre le camp angevin où la nouvelle de la capture de Sully suscite la panique. Les hommes commencent alors à s'enfuir vers Valona. Les Byzantins profitent de ce désordre pour attaquer en coopération avec la garnison de la citadelle. De nombreux Latins sont capturés et d'autres sont faits prisonniers (les archers byzantins visant les chevaux des chevaliers moins protégés pour ensuite capturer ceux-ci). L'armée byzantine s'empare alors d'un énorme butin comprenant de nombreuses armes de siège. Seule une petite fraction de l'armée angevine parvient à traverser la rivière Vjosa et à atteindre Kanina,.

## Conséquences
La victoire de Michel VIII à Berat représente un grand succès dans sa lutte contre les Latins depuis sa victoire lors de la bataille de Pélagonia 20 ans plus tôt. Les nombreux prisonniers dont Sully sont emmenés à Constantinople où ils sont partie intégrante d'un défilé célébrant le triomphe de l'empereur. Il ordonne ainsi la création de fresques représentant les scènes de la campagne dans son palais,,. Comme autre conséquence de la bataille, les troupes byzantines restaurent leur contrôle sur l'Albanie à l'exception des deux forteresses angevines de Dyrrachium et Valona. Pour Charles, cette défaite sonne le glas d'une invasion terrestre de l'empire mais cela ne signifie pas qu'il abandonne ses projets. Au contraire, il prévoit de lancer une invasion par la mer avec l'aide de Venise,. Ce projet est consacré par le traité d'Orvieto en 1281. Depuis l'élection du pape pro-angevin Martin IV, la papauté soutient les plans de Charles et excommunie Michel avant de mettre fin à l'Union des deux Églises. Michel VIII riposte en s'alliant avec Pierre III d'Aragon et soutient divers partis anti-angevins en Italie. Alors que Charles s'apprête à lancer son attaque, une révolte connue sous le nom de Vêpres siciliennes éclate le 30 mars 1282. La guerre qui s'ensuit et qui est le résultat des efforts diplomatiques de Michel met un terme à la menace angevine.

## Sources
- (en) Mark C. Bartusis, The Late Byzantine Army : Arms and Society, 1204-1453, Voir en ligne, Philadelphie, Pennsylvania : Université of Pennsylvania Press, 1997, 438 p. (ISBN 0-8122-1620-2, lire en ligne).
- (en) John Van Antwerp Fine, The Late Medevial Balkans : A Critical Survey from the Late Twelfth Century to the Ottoman Conquest, Voir en ligne, University of Michigan Press, 1994 (ISBN 0-472-08260-4).
- (en) Deno John Geanakoplos, Emperor Michael Palaeologus and the West, 1258-1282 - A Study in Byzantine-Latin Relations, Voir en ligne, Harvard University Press, 1959.
- Donald MacGillivray Nicol (trad. de l'anglais par Hugues Defrance), Les derniers siècles de Byzance, 1261-1453, Paris, Texto, 2008, 530 p. (ISBN 978-2-84734-527-8).
- (en) Kenneth Meyer Setton, The Papacy and the Levant, 1204-1571 : Volume 1. The Thirteenth and Fourteenth Centuries, Voir en ligne, Philadelphie, Independence Hall, Philadelphia : The American Philosophical Society, 1976, 512 p. (ISBN 0-87169-114-0, lire en ligne).